# Saint-Honoré-les-Bains
Saint-Honoré-les-Bains là một xã của tỉnh Nièvre, thuộc vùng Bourgogne-Franche-Comté, miền trung nước Pháp.